# Città della scienza
La Città della scienza è un'area di promozione e divulgazione della scienza gestita dalla Fondazione IDIS-Città della scienza, sita nel quartiere di Bagnoli a Napoli. L'area è articolata in una struttura multifunzionale composta da un museo scientifico interattivo, un incubatore di imprese, un centro di formazione, un giardino didattico e vari altri luoghi.
Il precedente Science Centre andò distrutto in un incendio il 4 marzo 2013, ma fu riaperto già il mese successivo con mostre in alcuni spazi del complesso. La ricostruzione dell'edificio principale dello Science Centre era prevista per il marzo 2018, ma, a seguito di nuovi accordi tra Governo e Comune, si è deciso di ricostruirlo lato monte, allungando i tempi. Nel frattempo la struttura è aperta al pubblico nelle restanti sezioni, come quella dedicata al mare, agli insetti e, da marzo 2017, Corporea (museo del corpo umano) e il planetario.

## Storia

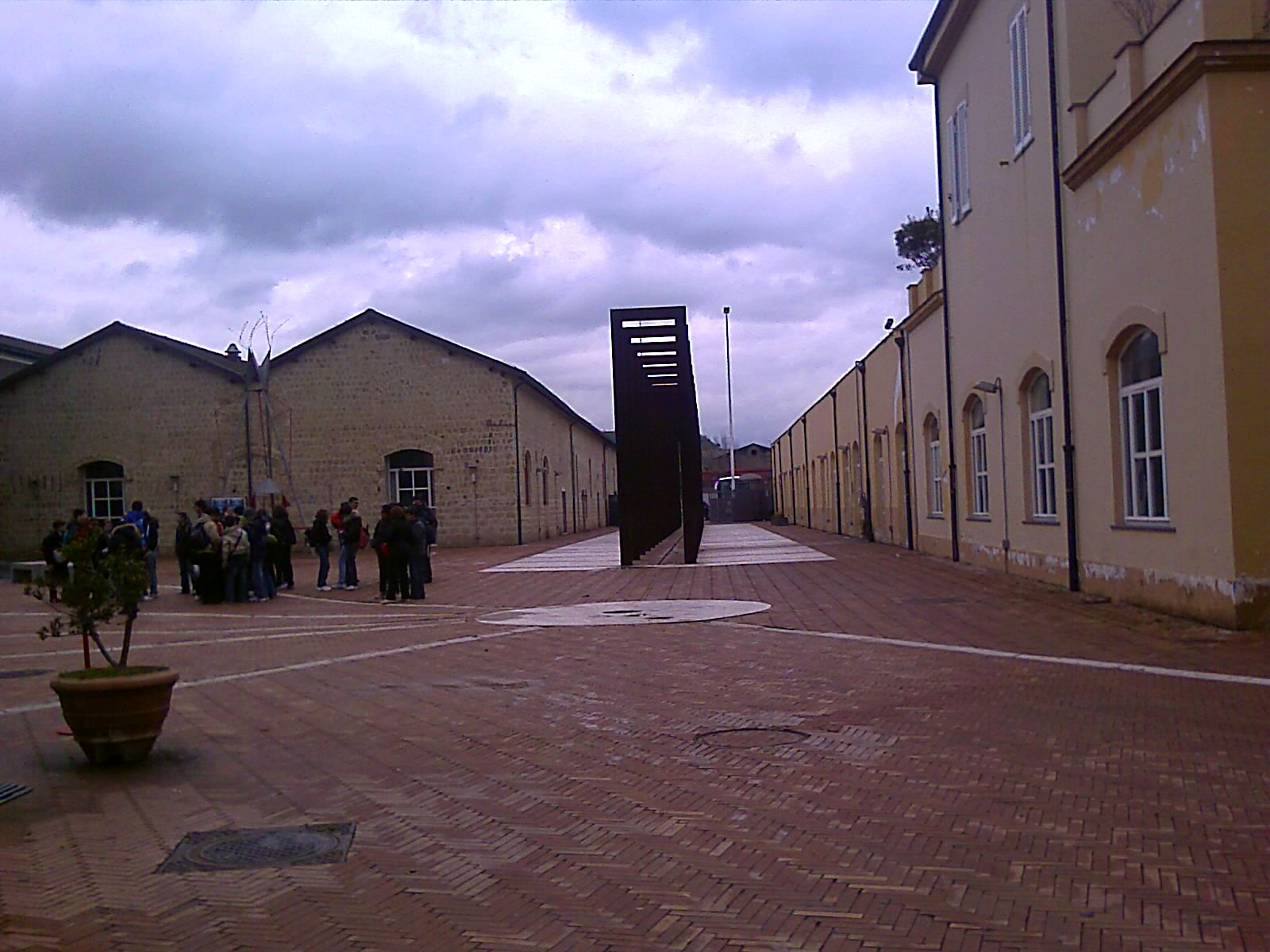
Cortile di Città della Scienza

L'origine della Città della scienza risale al 1987, quando lo scienziato Vittorio Silvestrini ideò la prima edizione del festival Futuro Remoto, svoltosi alla Mostra d'Oltremare. Il successo riscosso dall'iniziativa dal 1989 al 1992 portò alla costituzione della Fondazione IDIS. Nell'operazione Silvestrini coinvolse Vincenzo Lipardi, socio della cooperativa editoriale CUEN, attiva nelle pubblicazioni per l'università. Ad avvicinarli era la comune militanza nel PCI: le idee politiche e la concomitante crisi industriale degli stabilimenti dell'Italsider di Bagnoli portarono Silvestrini e Lipardi a concepire la realizzazione di un polo nell'area, favorendo la riconversione della zona.
Città della scienza è stata realizzata dall'omonima fondazione, grazie a un accordo di programma sottoscritto nel 1996 fra Ministero del bilancio, Regione Campania, Provincia di Napoli, Comune di Napoli e Fondazione IDIS. Negli anni 1992-1993 fu elaborato il progetto della struttura dallo studio di architettura Massimo Pica Ciamarra & Associati, inaugurando il primo insediamento a Bagnoli al civico 154 di Via Coroglio. Nel 1994 la Regione Campania e il Ministero della pubblica istruzione approvarono il progetto definitivo, per la cui implementazione fu acquisita la fabbrica del gruppo Federconsorzi e finanziato il primo lotto del progetto, inaugurato nel 1996.
Nel 2001 fu inaugurato il Science Centre nella sua configurazione finale e nel 2003 il progetto fu completato con l'apertura del Centro congressi, del "Centro di Alta Formazione" e del "Business Innovation Centre". Un ultimo lotto, ricadente nel progetto originale, che prevedeva la realizzazione di un museo interattivo del corpo umano e di un planetario di ultima generazione, il più grande d'Italia al momento della concezione, fu messo in opera nel 2006, ma arrestato nel 2010 dal generale blocco dei cantieri dell'area di Bagnoli imposto dalla giunta regionale di Stefano Caldoro. Il cantiere, riaperto nella metà del 2013, fu completato con l'apertura al pubblico di "Corporea - Museo del corpo umano" e del planetario nel 2016.

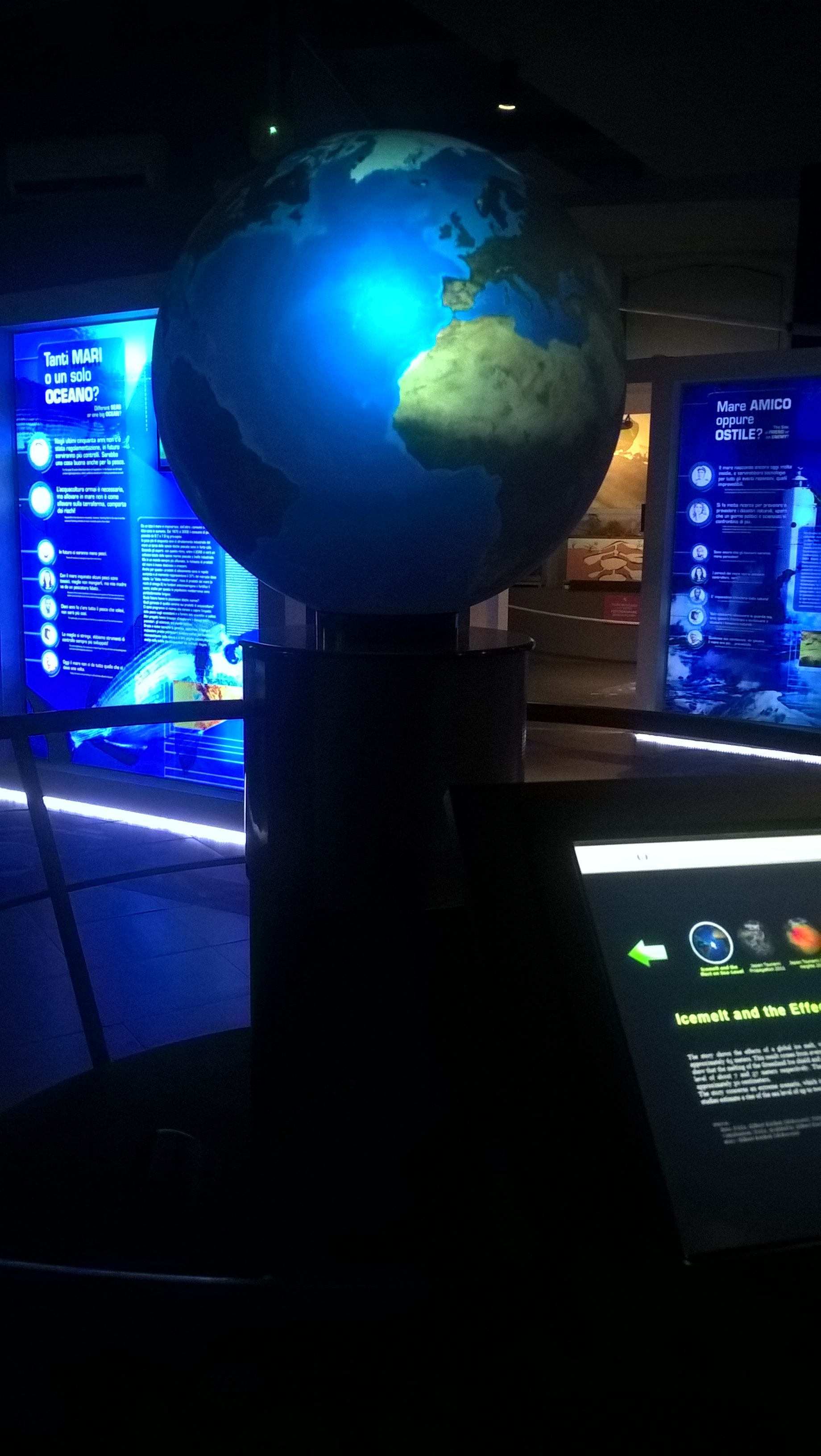
Un globo terrestre interattivo sul quale osservare molte informazioni sul pianeta.

Nel 2004 la giunta regionale di Antonio Bassolino acquisì il controllo diretto della struttura, fondando la società in-house Città della scienza scpa, al 51% della Regione Campania e al 49% della Fondazione IDIS. L'anno successivo la presidenza fu affidata a Luigi Nicolais, con Silvestrini amministratore delegato. In questa fase Lipardi uscì di scena, passando a un incarico di dirigente al Comune di Napoli nella giunta Iervolino.
Silvestrini tornò alla presidenza nel 2007, con Clementina Chieffo amministratrice delegata, ma si dimise ben presto in contrasto con la gestione da parte della Regione, costringendo quest'ultima a decretare il commissariamento della struttura, affidandolo a Chieffo.
All'indomani dell'insediamento della giunta Caldoro la Città della scienza scpa fu liquidata, riportando le strutture museali e il centro congressi nelle mani della Fondazione IDIS, mentre il Business Center restò in gestione alla Regione con una nuova società in-house, Campania Innovazione. Quest'ultima fu a sua volta liquidata nel 2013, riportando anche Il Business Center (ribattezzato "Incubatore") sotto la diretta gestione della Fondazione. Dal 2011 Lipardi rientrò nella gestione della struttura assumendo l'incarico di consigliere delegato, con Silvestrini presidente e Luigi Amodio direttore generale. 

### Il rogo e la crisi
Il 4 marzo 2013, nel giorno di chiusura al pubblico, un vasto incendio doloso distrusse quattro dei sei capannoni della Città della Scienza, corrispondenti all'intero Science Centre.
Furono risparmiate solo le strutture lato monte (il Centro Congressi e l'Incubatore) e, sul lato mare, il Teatro Galilei 104 gestito dalla cooperativa "Le Nuvole", il capannone del ristorante e l'edificio che ospita alcuni uffici. A seguito dell'incendio migliaia di persone si riuniscono a Napoli in un flash mob il giorno 10 marzo. Carlo Rubbia lanciò un comitato di sostegno per la ricostruzione di Città della Scienza, al quale aderirono personalità quali Claudio Abbado, Renzo Piano, David Gross e alcuni fisici del CERN. Il rapper Clementino ha girato il video del suo singolo 'O vient nella zona incendiata.
Unico indagato per l'incendio del 4 marzo 2013 è uno dei due custodi di turno la sera dell'incendio, Paolo Cammarota, condannato nel 2016 in primo grado a sei anni di reclusione, successivamente assolto in appello nel 2018. Nel 2021 la Corte di Cassazione ha annullato il procedimento ordinando un nuovo processo. Nel 2022 Cammarota è stato quindi di nuovo condannato a 5 anni e 4 mesi di reclusione, ma nel 2023 la Cassazione ha annullato nuovamente la sentenza (questa volta di colpevolezza) chiedendo un nuovo processo (il terzo) da parte della Corte d'Appello . La Fondazione IDIS ha ricevuto un indennizzo assicurativo di 18 milioni di euro dall'incendio, con cui è stato possibile coprire debiti pregressi.
Il 7 novembre 2013 il museo riapre in capannoni temporanei con la mostra Futuro Remoto 2013, avente come tema il cervello, e con una mostra su cuccioli ed embrioni dei dinosauri proveniente dall'Australia. Il 14 agosto 2014 il presidente del Consiglio Matteo Renzi e il sindaco di Napoli Luigi De Magistris firmano un accordo di programma per la ricostruzione del Science Centre sullo stesso sito dell'edificio distrutto, pur arretrato di alcuni metri per consentire il ripristino della linea di costa all'interno dei nuovi progetti di riqualificazione dell'area ex Bagnoli Futura. La Fondazione procede pertanto a una gara di progettazione architettonica internazionale, vinta nel luglio 2015 dagli architetti Valerio Ciotola e Andrea Guazzieri all'interno di una compagine di otto imprese (capogruppo Stige & Partner), su un totale di 98 progetti ammessi. L'iter per la ricostruzione subisce tuttavia una battuta d'arresto in seguito all'ingresso di Invitalia nella gestione del progetto di riqualificazione dell'area di Bagnoli: il nuovo progetto elaborato da Invitalia prevede un arretramento del nuovo Science Centre sul lato monte, in un'area ancora da bonificare. Nonostante l'opposizione della Fondazione, che teme un significativo allungamento dei tempi della ricostruzione, la giunta De Magistris impone il superamento dell'accordo di programma del 2014 e il trasferimento del science centre sul lato monte, decisione che mette definitivamente in crisi il progetto di ricostruzione.
Lo stop al progetto innesca una grave crisi istituzionale che vede contrapporsi i due fondatori, il presidente Silvestrini e l'amministratore delegato Lipardi, sul futuro della Città della Scienza: mentre il primo propende per ricorrere al TAR contro il progetto Invitalia, ritenendo la realizzazione del Science Centre strategica per il rilancio della struttura, il secondo vorrebbe dare priorità alle attività di internazionalizzazione e incubazione d'impresa. L'aggravarsi del quadro debitorio della Fondazione si sovrappone alla crisi istituzionale, costringendo il presidente della Regione, Vincenzo De Luca, a commissariare Città della Scienza a partire dal 1º dicembre 2017, sollevando i precedenti vertici. Il commissariamento termina nel settembre 2019 con la nomina del nuovo presidente, l'ex deputato Riccardo Villari, da parte della giunta De Luca. La due diligence permette di quantificare in circa 16 milioni i debiti accumulati dalla precedente gestione, solo parzialmente coperti dalla Regione Campania.
La nuova governance ha per obiettivo la vendita dell'Incubatore per risanare una parte dei debiti residui e la ricostruzione del Science Centre. L'impasse relativo alla bonifica dei suoli Invitalia viene superato con una modifica al planivolumetrico di Bagnoli che consente a Città della Scienza di ricostruire il Science Centre nell'attuale area del parcheggio visitatori, al fine di procedere senza attendere i tempi lunghi delle bonifiche. L'avvio del cantiere è previsto per il 2024.

## Esposizioni attuali

### Corporea

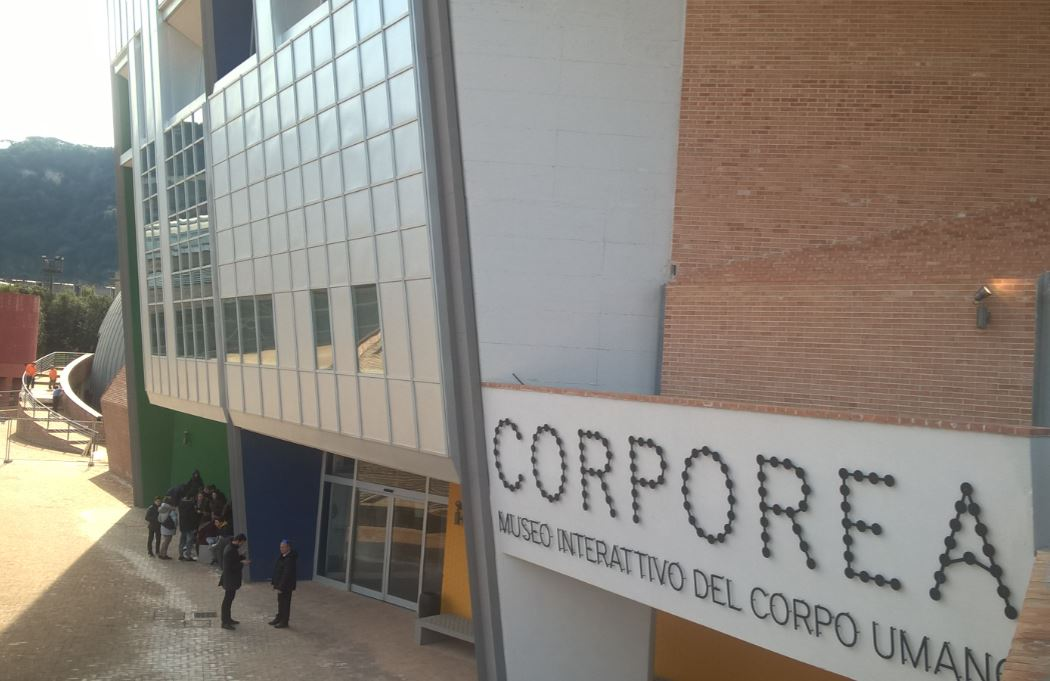
L'edificio 'Corporea' visto dalla rampa d'accesso.

Il primo museo interattivo d'Europa interamente dedicato al corpo umano. Gli oltre 5000 m² d'esposizione sono organizzati in tre piani e in isole tematiche.

### Planetario 3D
Il planetario tecnologicamente più avanzato d'Italia. Oltre ai documentari incentrati sullo spazio e sull'astronomia, c'è spazio anche per altri viaggi scientifici.

### Exhibit 'Il mare'
La mostra è incentrata sulla vita nei nostri mari, sugli ecosistemi e sul dissesto idrogeologico, ospita acquari, installazioni multimediali ed interattive. Trova spazio anche il tema della gestione delle risorse marine.

### Insetti & Co.
Un percorso espositivo di oltre 200 m² costituito da sei isole tematiche: Una silenziosa invasione, Tutti insieme, L'arte dell'inganno, Come siamo fatti?, Ma gli insetti... si innamorano?, Predatori in agguato.

### La nuova officina dei piccoli
Nell'area accessibile a bambini fino ai dieci anni, sono ospitare le sezioni “Io e gli altri”, “La materia”, “La natura”. All'officina dei piccoli è possibile interagire con Bit, la mascotte virtuale di Città della scienza. Attualmente parte dei contenuti sono stati spostati per utilizzare lo spazio per mostre temporanee.

### Laboratori
Sono attualmente attivi i seguenti laboratori: La casa degli insetti, GNAM village, Fab Lab dei piccoli e Reporteen School.

## Esposizioni andate distrutte
Il museo era accessibile tramite una serie di ingressi, ciascuno dei quali rappresentava una disciplina scientifica tra i quali, ad esempio, la biologia, l'astronomia e la fisica. I padiglioni espositivi si dividevano a seconda delle esperienze scientifiche proposte.

### Palestra della scienza
Aveva come tema principale la fisica classica. Attraverso questa sezione era possibile conoscere la dinamica di diversi fenomeni naturali quali: la scarica del fulmine, la percezione dei colori attraverso la luce, la forza di gravità, ecc. Era possibile, inoltre, conoscere in pochi e semplici passi l'evoluzione della specie umana e l'adattamento tra etnie diverse.

### Planetario
Era un odeon cinematografico dotato di uno schermo a cupola, capace di riprodurre il sistema stellare. La particolare inclinazione della platea permetteva all'osservatore supino di avere una visione totale dello spazio. Il computer, inoltre, a richiesta del pubblico, permetteva di localizzare qualsiasi stella conosciuta e di proiettarla sullo schermo.

### Officina dei piccoli
Diviso in sezioni a seconda dell'età (0-3, 4-6, 7-9 anni), questo padiglione di oltre 700 m² permetteva ai bambini di apprendere la scienza giocando. Tramite il sistema interattivo era possibile, per esempio, scoprire il meccanismo dei “doppi fondi”, seguire il “movimento” delle onde sonore, capire come funzionano i periscopi e i caleidoscopi.

### Mostre temporanee
Un padiglione di 1700 m² permetteva di allestire esposizioni in particolari periodi dell'anno quali, per esempio, “Gnam”, durante la stagione invernale, dedicata all'informazione nutrizionale e dietetica, “Pompei”, durante l'estate, allestita in modo da coinvolgere il visitatore negli eventi che seppellirono la città osco-romana nell'eruzione del Vesuvio del 79.

## Organizzazione
Il modello di Città della Scienza integra un museo scientifico interattivo, un'area dedicata alla formazione e alla creazione di imprenditorialità nel Mezzogiorno.
È dotata, inoltre, di una serie di spazi dedicati a eventi e congressi.

### Business Innovation Center
Il BIC, con un incubatore per nuove imprese specializzate nelle ICT (Information & Communication Technology) e dei servizi ambientali e servizi agli enti locali e territoriali.

### Centro di Alta Formazione
Il CAF, con l'obiettivo di potenziare e qualificare il potenziale a sostegno dei processi di innovazione e sviluppo.
Dal 2001 Fondazione Idis-Città della Scienza vanta un "Centro Congressi" con numerose sale.

### Science Centre

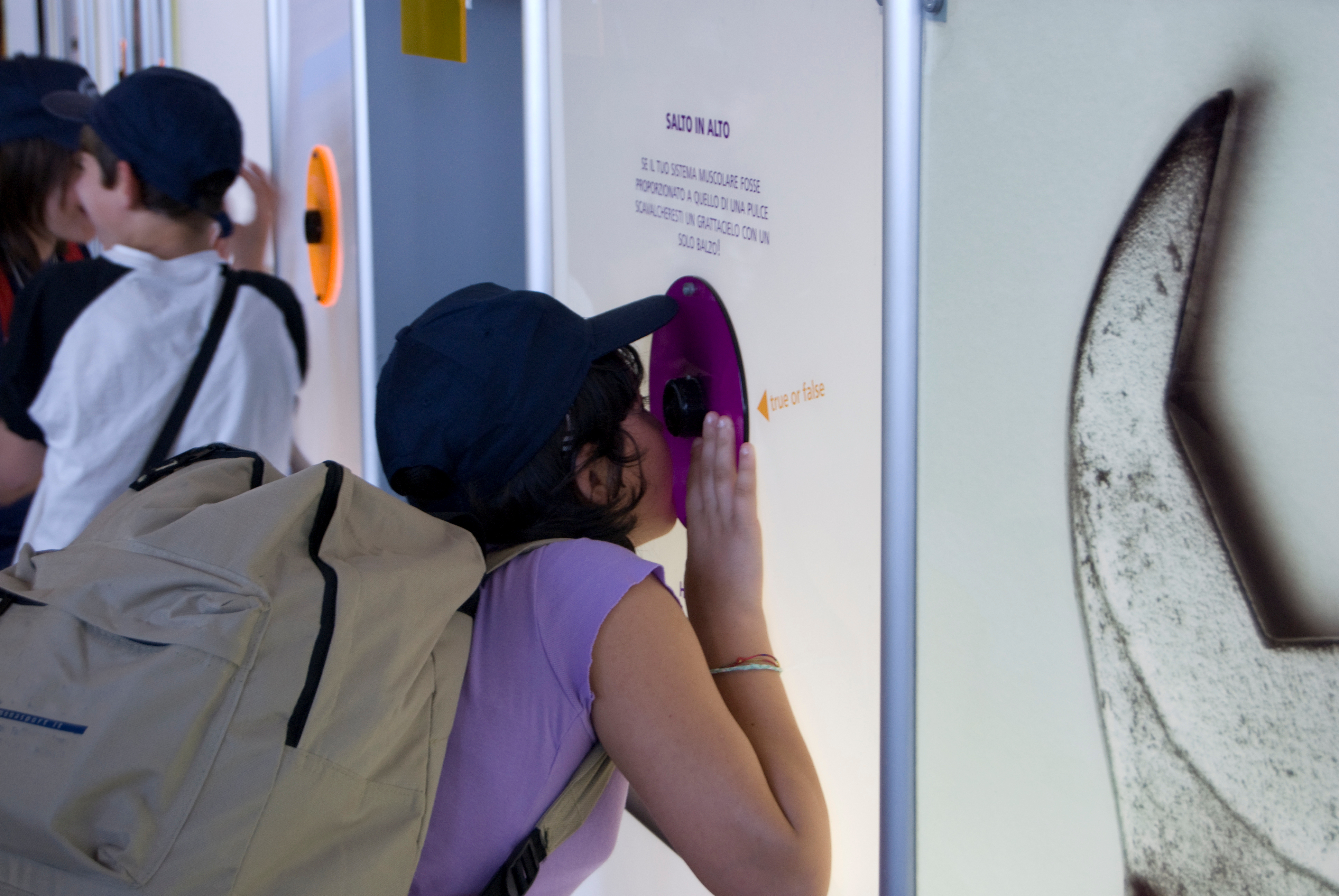
Un exhibit del Science centre

Il Science Center, è un museo scientifico interattivo, incentrato su percorsi esperienziali con oltre 10.000 m² di area espositiva, laboratori didattici, aree per mostre.
I visitatori sono coinvolti nella sperimentazione diretta dei fenomeni scientifici presenti in natura e nella vita quotidiana, sono invitati cioè ad osservare, riprodurre ed analizzare i fenomeni.
Il Science Center è aperto sia docenti che a studenti: l'offerta didattica si articola in interventi di diverso tipo come le visite guidate, le attività didattiche, i mini campus, l'aggiornamento docenti, l'allestimento di laboratori scolastici. Ogni attività proposta è sperimentata in progetti che coinvolgono reti di scuole, università ed enti locali.

### Centro Congressi
Lo Spazio Eventi e Congressi è una struttura con aree per organizzare congressi, eventi, convention ed esposizioni. Nasce dal recupero di un vecchio opificio.

### Associazione Amici di Città della Scienza

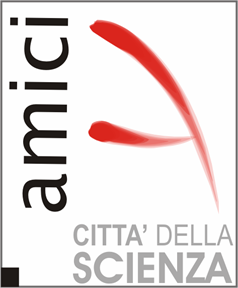
Logo dell'Associazione Amici di Città della Scienza

L’Associazione "Amici di Città della Scienza", di volontariato e senza scopo di lucro, è una associazione di persone fisiche e giuridiche che affianca la Fondazione IDIS-Città della Scienza, mirando a valorizzare le loro attività, promuovendone e diffondendone le mission.

## Futuro Remoto
Futuro Remoto è una manifestazione per la diffusione della cultura scientifica e tecnologica, incentrata ogni anno intorno a un tema monografico.

### Edizioni di Futuro Remoto
| Anno | Tema ricorrente                                                                                              | Data di inizio   | Data di termine |
| ---- | --- | ---------------- | --------------- |
| 2019 | Essere 4.0: Storie di rivoluzioni e tecnologia, da Leonardo da Vinci ad oggi                                 | 21 novembre      | 24 novembre     |
| 2018 | Ri-generazioni                                                                                               | 8 novembre       | 11 novembre     |
| 2017 | Connessioni                                                                                                  | 25 maggio        | 28 maggio       |
| 2016 | Costruire | 7 ottobre        | 10 ottobre      |
| 2015 | In viaggio...attraverso le frontiere                                                                         | 16 ottobre       | 19 ottobre      |
| 2014 | Il mare | 30 ottobre       | 9 novembre      |
| 2013 | Ricominciamo col cervello                                                                                    | 7 novembre       | 17 novembre     |
| 2012 | Le fabbriche del cielo                                                                                       | 3 ottobre        | 4 novembre      |
| 2011 | Viaggio al centro della Terra                                                                                | 10 novembre      | 27 novembre     |
| 2010 | Dalla Preistoria alla città del futuro                                                                       | 12 novembre      | 28 novembre     |
| 2009 | ...e creò il robot a sua immagine e somiglianza                                                              | 20 novembre      | 8 dicembre      |
| 2008 | Dinosauri dalla Cina                                                                                         | 21 novembre      | 30 novembre     |
| 2007 | Terre di ghiaccio. Terre di fuoco                                                                            | 23 novembre      | 16 dicembre     |
| 2006 | Trasporti in Campania                                                                                        | 11 novembre      | 26 novembre     |
| 2005 | Per gli amici... Dino                                                                                        | 16 novembre      | 27 novembre     |
| 2004 | Noi Marziani. Un appassionante viaggio alla scoperta dei segreti del pianeta Marte e della vita nello Spazio | 10 novembre      | 21 novembre     |
| 2003 | Arrivano i mostri                                                                                            | 12 novembre      | 23 novembre     |
| 2002 | Dieci domande sul nostro futuro                                                                              | 12 novembre      | 28 novembre     |
| 2001 | INAUGURAZIONE SCIENCE CENTRE                                                                                 | 23 novembre      |                 |
| 2000 | Futuro remoto 2000: Sport!                                                                                   | 10 novembre      | 7 gennaio       |
| 1999 | Terra nostra - Ecologia, cambiamenti climatici, qualità della Vita                                           | 20 novembre      | 15 dicembre     |
| 1998 | Diamo i numeri!                                                                                              | 7 novembre       | ?               |
| 1997 | Un viaggio nello Spazio tra scienza e fantascienza                                                           | 13 novembre 1997 | 25 gennaio 1998 |
| 1996 | Nasce Città della Scienza                                                                                    | 18 ottobre       | ?               |
| 1995 | L’alimentazione. Tenutosi alla Mostra d'Oltremare                                                            | 7 dicembre       | 13 gennaio      |
| 1994 | Percepire | 24 novembre      | 14 dicembre     |
| 1993 | Il Corpo | 22 novembre      | 13 dicembre     |
| 1992 | Il Mare | 27 novembre      | 16 dicembre     |
| 1991 | Energia | 3 ottobre        | 20 ottobre      |
| 1990 | Storia dell'Industria a Napoli                                                                               | ?                | ?               |
| 1989 | Superconduttività; volo; frattali. Tenutosi alla Mostra d'Oltremare                                          | 1 dicembre       | 17 dicembre     |
| 1988 | Futuro Remoto                                                                                                | ?                | ?               |
| 1987 | Futuro Remoto                                                                                                | 16 ottobre       | ?25 ottobre     |

## Riconoscimenti e premi
- 2011: in occasione del decennale di Città della scienza, il presidente della Repubblica conferisce una speciale medaglia per la ricorrenza[32]
- 2010: riconoscimento da Eurispes come una delle 100 eccellenze italiane.[33][34]
- 2007-2009: presidenza dell'ECSITE
- 2007, 2008: miglior incubatore di nuova impresa
- 2006: “Premio Descartes” per la comunicazione scientifica dall'Unione Europea
- 2005: miglior museo scientifico europeo (“Premio Micheletti”)

Città della scienza è stata scelta dall'UNESCO per realizzare musei scientifici a Gerusalemme (parte palestinese) e Baghdad. Inoltre il Pontificio Consiglio della Cultura ha affidato l'organizzazione di un centro di divulgazione scientifica in Nigeria.

## Statistiche
| Voce                                         | 2005       | 2006       | 2007      | 2008       | 2009       | 2010      | 2011      |
| -------------------------------------------- | ---------- | ---------- | --------- | ---------- | ---------- | --------- | --------- |
| Fatturato                                    | 8.906.924  | 11.962.445 | 6.316.712 | 6.387.357  | 6.896.956  | 6.327.683 | 6.485.338 |
| Contributi istituzionali regionali           | 3.500.000  | 2.500.000  | 3.700.000 | 3.843.408  | 3.000.000  | -         | -         |
| Contributi programmatici regionali           | 1.214.637  | 716.396    | 563.489   | 1.923.409  | 1.114.917  | 1.274.564 | 290.601   |
| Totale fatturato                             | 13.621.561 | 15.178.841 | 10.580    | 12.154.174 | 11.011.873 | 7.602.247 | 6.775.939 |
| Interventi regionali per risanamento perdite | -          | 1.024.067  | 3.576.863 | 3.000.000  | -          | -         | -         |
| Totale spese regionali                       | 4.714.637  | 4.240.463  | 7.840.352 | 8.766.814  | 4.114.917  | 1.274.564 | 290.601   |

Fonte:

### Emerografia
- Città della scienza, crisi finita, in Il Mattino, 1º febbraio 2012.
- Rischio crolli, Coroglio non riapre, in Il Mattino, 8 febbraio 2009.
- Futuro Remoto 1996 - Nasce la Città della scienza (JPG), in MCmicrocomputer, n. 169, Roma, Technimedia, gennaio 1997,  pp. 312-317, ISSN 1123-2714 (WC · ACNP).
- Museo della scienza a Napoli, in Il Mattino, 3 maggio 1994.
- Futuro non remoto, in Il Mattino, 5 maggio 1992.
- Dai progetti alle intese, in Il Mattino, 14 maggio 1991.
- Un viaggio tra scienza, fantascienza... e frattali (JPG), in MCmicrocomputer, n. 93, Roma, Technimedia, febbraio 1990,  pp. 57-59, ISSN 1123-2714 (WC · ACNP).